# پائولا گالو
پائولا گالو (انگلیسی: Paola Galue؛ زادهٔ ۲۱ اکتبر ۱۹۹۲) بازیگر و خواننده اهل ونزوئلا است. وی از سال ۲۰۰۷ میلادی تاکنون مشغول فعالیت بوده است.